# 宇宙ニュートリノ背景
宇宙ニュートリノ背景（うちゅうニュートリノはいけい）または宇宙背景ニュートリノ（うちゅうはいけいニュートリノ、Cosmic neutrino background、CNB、CνB）は、ニュートリノから構成される宇宙の背景粒子放射である。
宇宙マイクロ波背景放射(CMB)と同様に、CνBはビッグバンの残骸である。CMBは、宇宙の年齢が37万9000歳の頃に由来するが、CνBを生成したニュートリノデカップリングは、宇宙ができて2秒後から始まった。今日、CνBの温度は、約1.95 Kと推定されている。低いエネルギーのニュートリノは物質と非常に弱い相互作用しかしないために検出が難しく、2016年現在実現可能なCνBの直接検出実験は考案されていない。しかしその存在については間接的な証拠が得られている。

## 宇宙背景ニュートリノの温度の誘導
CMBの温度が与えられるとCνBの温度を推定することができる。他の物質からニュートリノが分断される前、宇宙は、ニュートリノ、電子、陽電子、光子から構成され、全てが互いに熱平衡の状態にあった。温度が約2.5 MeVに達すると、ニュートリノは他の物質から分断され始めた。この分断にもかかわらず、ニュートリノと光子は宇宙の拡大につれて同じ温度で存在し続けた。しかし、温度が電子の質量よりも低下すると、ほとんどの電子と陽電子は対消滅して熱とエントロピーを光子に転移し、光子の温度を上昇させる。そのため、電子と陽電子の対消滅前後での光子の温度の比は、今日の光子とニュートリノの温度の比と同じになる。この比を見いだすことで、宇宙のエントロピーは、電子と陽電子の対消滅でおおよそ保存されていることが推定される。それから以下の式を用いる。
{\displaystyle \sigma \propto gT^{3}}
ここで、σはエントロピー、gは実効自由度、Tは温度である。すると、
{\displaystyle \left({\frac {g_{0}}{g_{1}}}\right)^{1/3}={\frac {T_{1}}{T_{0}}}}
ここで、T0は電子と陽電子の対消滅の前の温度、T1はその後の温度を表す。g0は粒子の種類によって次のように決まる値である。
- 質量のないボソンである光子は2[2]
- フェルミオンである電子と陽電子はそれぞれ2(7/8)[2]

g1は、光子ではちょうど2となるため、
{\displaystyle {\frac {T_{\nu }}{T_{\gamma }}}=\left({\frac {4}{11}}\right)^{1/3}}
ここで現在の値であるTγ = 2.725 Kを与えると、Tν = 1.95 Kとなる。
上述の議論は、常に相対論的である質量のないニュートリノでも成立する。静止質量が0ではないニュートリノでは、熱エネルギー3/2 kTν が静止質量エネルギーmνc2を下回ると、温度の観点での記述はもはや適切ではなくなる。その代わり、このような場合は、明確に定義されるエネルギー密度を用いることになる。

## CνBの存在の間接的な証拠
相対論的なニュートリノは、宇宙の放射エネルギー密度ρRに寄与している。これは、ニュートリノ種の実効数Nνでパラメタ化される。
{\displaystyle \rho _{\rm {R}}={\frac {\pi ^{2}}{15}}\,T_{\gamma }^{4}(1+z)^{4}\left[1+{\frac {7}{8}}N_{\rm {\nu }}\left({\frac {4}{11}}\right)^{4/3}\right],}
ここで、zは赤方偏移を表す。大かっこの初項はCMB、第2項はCνBに由来する。3つのニュートリノ種の標準模型は、Nν ? 3.046という値を予測する。放射密度は、初期の宇宙の様々な物理過程に大きな影響を及ぼし、観測結果からNνの値の推定を可能とする。

### ビッグバン原子核合成
ビッグバン原子核合成の間の宇宙の膨張速度への影響により、軽元素の原初存在量の理論的な期待値はNνに依存する。原初のヘリウム4と重水素の存在量の天体物理学的測定により、信頼区間68%でNν = 3.14+0.70
−0.65という値が得られ、標準模型の予測と良く一致する。

### CMBの異方性と構造形成
CνBの存在は、CMBの異方性の発展と質量の摂動の成長に対し、宇宙の放射密度への寄与と、スペクトルの音響振動を減少させるニュートリノの異方性ストレスという2つの方法で影響を与える。さらに、自由運動する重いニュートリノは、小スケールでの構造成長を抑圧する。WMAPの5年間の観測データとIa型超新星のデータ、またバリオン音響振動のスケールから、信頼区間68%でNν = 4.34+0.88
−0.86という値が得られ、ビッグバン原子核合成の制約の独立した証拠となる。近い将来、プランク等の人工衛星により、Nνの誤差が何桁も改良されることが期待される。.